# Ben Reynolds
Ben Reynolds (Dundonald, 26 settembre 1990) è un ostacolista britannico naturalizzato irlandese.

## Biografia
Cresciuto ad Holywood, nell'Irlanda del Nord (per cui gareggia all'interno dei circuiti dei Giochi del Commonwealth), Reynolds dopo aver esordito con la nazionale britannica agli Europei juniores in Serbia, ha optato per disputare le maggiori gare internazionali con i colori dell'Irlanda, la prima delle quali è stata in Turchia nel 2012.

## Palmarès
| Anno                                     | Manifestazione                         | Sede       | Evento   | Risultato  | Prestazione | Note |
| ---------------------------------------- | -------------------------------------- | ---------- | -------- | ---------- | ----------- | ---- |
| In rappresentanza della Gran Bretagna    |                                        |            |          |            |             |      |
| 2009                                     | Europei U20                            | Novi Sad   | 110 m hs | Semifinale | 13"71       |      |
| In rappresentanza dell' Irlanda          |                                        |            |          |            |             |      |
| 2012                                     | Mondiali indoor                        | Istanbul   | 60 m hs  | Semifinale | 7"80        |      |
| 2015                                     | Mondiali                               | Pechino    | 110 m hs | Batteria   | 13"72       |      |
| 2016                                     | Europei                                | Amsterdam  | 110 m hs | Batteria   | 13"87       |      |
| 2017                                     | Europei indoor                         | Belgrado   | 60 m hs  | Batteria   | 7"81        |      |
| 2018                                     | Mondiali indoor                        | Birmingham | 60 m hs  | Batteria   | 7"89        |      |
| In rappresentanza dell' Irlanda del Nord |                                        |            |          |            |             |      |
| 2008                                     | Giochi della gioventù del Commonwealth | Pune       | 110 m hs | 5º         | 14"42       |      |
| 2014                                     | Giochi del Commonwealth                | Glasgow    | 110 m hs | Batteria   | 13"96       |      |
| 2018                                     | Giochi del Commonwealth                | Gold Coast | 110 m hs | Batteria   | 13"70       |      |